# Charaxes angusticaudatus
Charaxes angusticaudatus är en fjärilsart som beskrevs av Johannes Karl Max Röber 1936. Charaxes angusticaudatus ingår i släktet Charaxes och familjen praktfjärilar. Inga underarter finns listade i Catalogue of Life.